# Deuterotherium
El deuteroterio (Deuterotherium distichum) es una especie de litopterno, mamíferos de pezuña extintos de la familia de los proterotéridos que vivió durante el período Oligoceno. Sus restos fósiles se han hallado en Argentina.